# Mustafa Bozkurt
Mustafa Bozkurt (født 17. april 1985) er en dansk-tyrkisk tidligere fodboldspiller, hvis primære position var på den offensive midtbane (fløjspiller) og sekundært i angrebet..

## Spillerkarriere
En del af fodboldopdragelsen fik offensivspilleren i Boldklubben Fremad Amager. Senere i sin ungdomstid skiftede Bozkurt til Brøndby IF, hvor han spillede på en række hold (juniorer, ynglinge) under klubbens ungdomsafdeling og derigennem opnåede spilletid i Junior Ligaen samt Ynglingeligaen under ledelse af blandt andet den daværende ynglingetræner Tom Køhlert. Det blev også til spilletid på klubbens reservemandskab (udviklingstruppen) i Danmarksserien, hvor Bozkurt indledte sin seniorkarriere den 12. oktober 2002 i en DS-kamp på udebane mod Vanløse IF, der blev vundet med cifrene 6-2. Bozkurt fortsatte i ynglingetruppen indtil udgangen af 2003 og var først en fast del af DS-truppen fra forårssæsonen 2004. På trods af at Bozkurt trænede med klubbens bedste mandskab, opnåede venstrekanten dog aldrig hverken at blive udtaget eller deltage i nogen officielle kampe for klubbens førstehold i Superligaen, hvorfor midtbanespilleren valgte at forlade Vestegnsklubben i løbet af sommerpausen 2005.
Bozkurt endte med at underskrive en professionel spillerkontrakt med 1. divisionsklubben Fremad Amager, hvis førstehold på dette tidspunkt var under ledelse af den daværende cheftræner Benny Johansen, i begyndelsen af 2005/06-sæsonen. Bozkurt debuterede efterfølgende for barndomsklubbens bedste mandskab den 9. oktober 1985 i forbindelse med en hjemmebanekamp i Sundby Idrætspark mod FC Fredericia, da han blev skiftet ind i det 65. minut i stedet for Michael Strandquist. Det blev kun til spilletid i de efterfølgende to divisionskampe mod henholdsvis Hellerup IK og Herfølge Boldklub i midtbanespillerens første sæson med amagerkanerne. I foråret 2005 kom Bozkurt ind i en mindre skadesperiode, der holdt ham ude af førsteholdstruppen og gjorde at han kun fik spilletid i en række kampe for klubbens reservehold i Københavnsserien. Bozkurt nåede i alt syv optrædener og en enkelt scoring i efteråret 2006 før han i enighed med klubbens ledelse fik sin kontrakt ophævet efter afslutningen på efterårssæsonen 2006.
I flere omgange var Bozkurt blevet inviteret til at deltage i træningen hos 1. divisionskollegaerne fra Herfølge Boldklub i efteråret 2006 og starten af foråret 2007, hvilket til sidst resulterede i en mundtlig aftale uden en egentlig spillerkontrakt med klubben, men en chance for at tilspille sig en kontrakt i foråret. Offensivspillerens aftale blev dog annulleret kort før forårssæsonens start som konsekvens af at Bozkurt havde valgt at tage til prøvetræning i andre klubber, i første omgang på et tilbud fra den svenske fodboldklub Malmö FF fra Allsvenskan, uden klubben var blevet informeret. Herfølge Boldklubs ledelse gav således Bozkurt valget mellem fortsat prøvetræning hos sjællanderne eller i Malmö FF. Bozkurt valgte at melde afbud til en træningskamp mod Vejle Boldklub kort før kampstart og tage chancen i Malmø, men opholdet førte ikke en kontrakt med sig. Trelleborgs FF, nyoprykket til Allsvenskan, hørte herefter om midtbanespillerens kvaliteter i det offensive spil og inviterede ham til prøvetræning, hvor han overbeviste klubbens cheftræner Conny Karlsson. Mustafa Bozkurt blev imidlertid syg og forpassede chancen for en permanent kontrakt i den sydsvenske klub. Efter en uges prøvetræning i Sverige tog Bozkurt turen tilbage over Øresund.
Ved indgangen til forårssæsonen 2007 lavede Bozkurt en aftale med 2. divisionsklubben Holbæk B&IF, hvor han spillede det næste halve års tid på amatørbasis. I hans tid ved klubben opnåede Bozkurt tre optrædener (ingen scoringer) på førsteholdet, der alle fandt sted i april måned 2007 mod. Førsteholdsdebuten fandt sted i forbindelse med en hjemmebanekamp på Holbæk Stadion den 5. april 2007 mod AB 70, da han blev skiftet ind i det 66. minut i stedet for Toke Morsing – kampen endte uafgjort med cifrene 0-0. Efterfølgende blev det udelukkende til spilletid i en række reserveholdskampe på den nordvestsjællandske klubs danmarksseriehold (pulje 1) før han forlod klubben i juni 2007.
Efter at have trænet med førsteholdstruppen i Boldklubben Frem i en række uger i vinterpausen 2007/08, fortsatte Bozkurt den 12. marts 2008 officielt med øjeblikkelig virkning sin spillerkarriere hos 1. divisionsklubben. Bozkurt tiltrådte som transferfri en amatøraftale, da Valby-klubben forinden af Dansk Boldspil-Union (DBU) var blevet frataget sin tilladelse til at tegne professionelle kontrakter i vinterpausens transfervindue grundet sine økonomiske problemer. Den driblestærke, venstrebenede fløjspiller debuterede i den rød/blå stribede trøje den 30. marts 2008 i forbindelse med en udebanekamp mod Skive IK, da han blev skiftet ind i det 79. minut i stedet for Christian Brøndum.

## A-Team 2650
Mustafa Bozkurt fungerer som træner for A-Team 2650.

## Ekstern kilde/henvisning
- Spillerprofil på bkfrem.dk Arkiveret 4. marts 2016 hos  Wayback Machine

- Mustafa Bozkurts spillerprofil hos Tyrkiets fodboldforbund (engelsk)
- Mustafa Bozkurts spillerprofil på Transfermarkt (engelsk)
- Mustafa Bozkurts profil hos FootballDatabase.eu (engelsk)